# Сапєга Ганна Андріївна
Сапега Ганна Андріївна (*1569 —†1595) — українська аристократка, покровителька православ'я. 

## Життєпис
Походила з українського магнатського роду Вишневецьких. Донька князя Андрія Вишневецького. Отримала домашню освіту. У 1581 році батько видав її за Миколая Сапєгу, воєводу Вітебського. Весілля відбулося у Вишневці. По переїзду до білоруського маєтку чоловіка займалася переважно домашніми справами, вихованням дітей, підтримувала православ'я. У 1584 році після смерті батька отримала замок і містечко Матеєв у повітах Володимирському і Холмському з фільварком Відут, маєток Узлівці в Слонімському повіті, маєток Васьківці в Лідському повіті, Касуте з селами Занароцькими в Ошмянському повіті, а також маєток Сейни в Гродненському повіті. 1589 року втратила матір.
Рано померла — у 1595 році. На її честь Сапєга спорудив церкву Св. Ганни у Кодані (тепер бельський повіт Люблінського воєводства, Польща). Тут поховано саму Ганну.

## Родина
Чоловік — Миколай Сапєга (1545—1599)
Діти:
- Ян (д/н— 1602);
- Микола (1581—1644), воєвода Мінський і Берестейський
- Криштоф (1590—1637), підчаший великий литовський
- Фрідріх (д/н-1626), підкоморій володимирський
- Олександр Казимир (д/н—1619), подкоморій вітебський, підстолій великий литовський
- Габріель (д/н—1614)
- Гальшка